# Buești, Ialomița

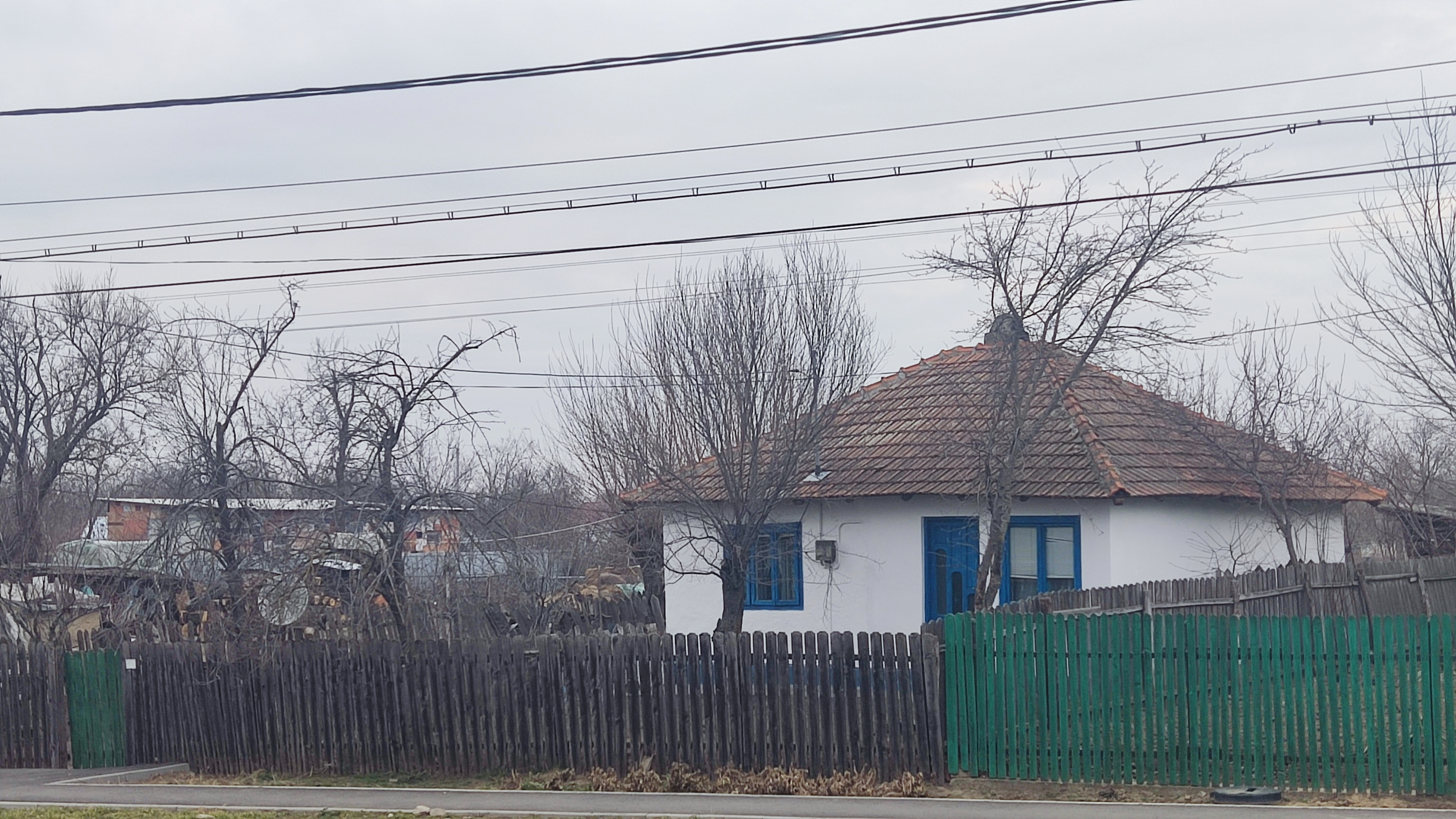
Casa veche din Buesti

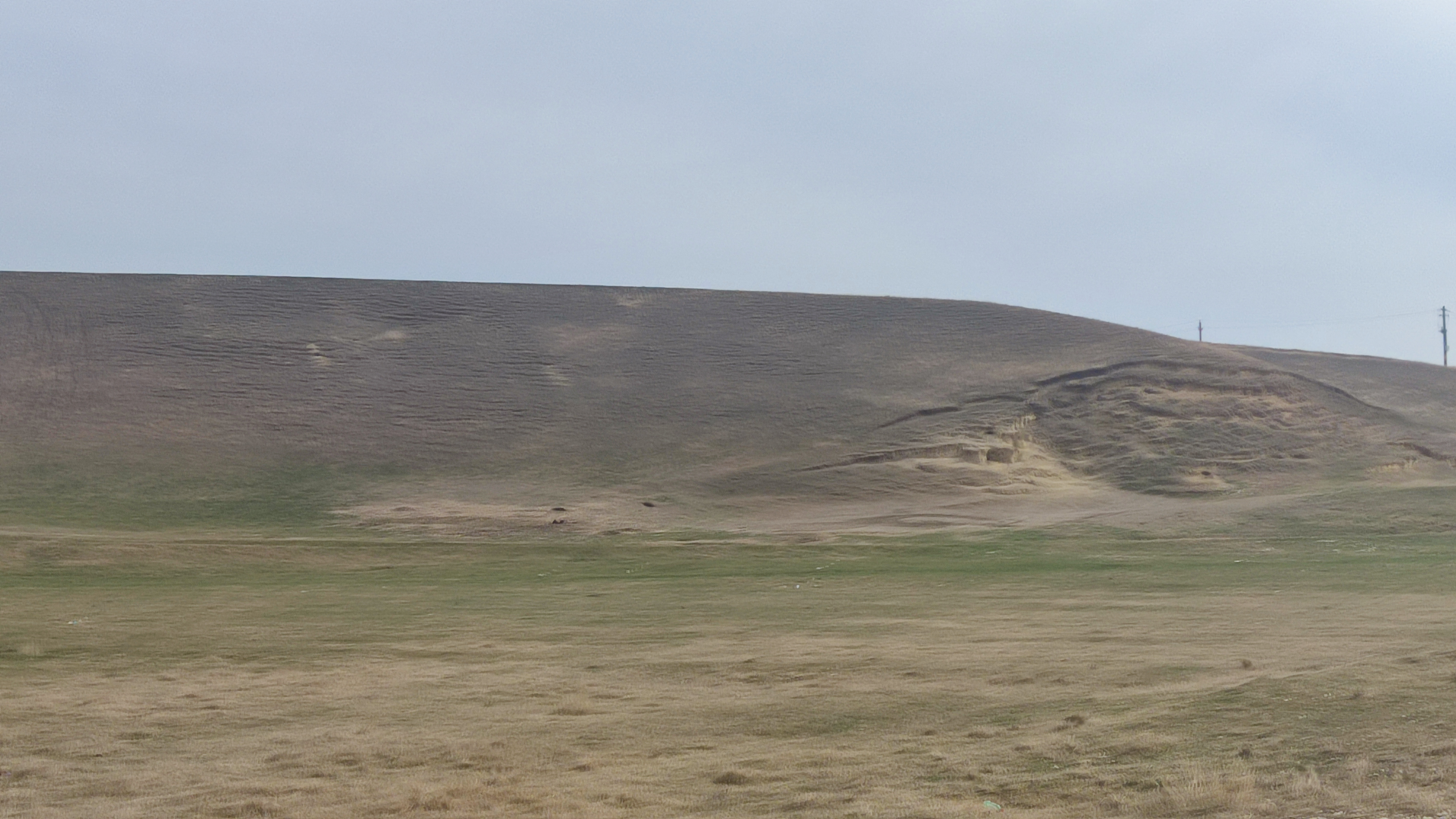
"dealurile" de la Buesti

Buești este o comună în județul Ialomița, Muntenia, România, formată numai din satul de reședință cu același nume.

## Așezare
Comuna se află în partea central-sudică a județului, pe malul drept al râului Ialomița. Este traversată de șoseaua județeană DJ201, care o leagă spre vest de Albești, Axintele, Bărcănești și Coșereni (unde se termină în DN2); și spre est de Slobozia (unde se intersectează cu DN21), Mărculești și Țăndărei.

## Demografie
Componența etnică a comunei Buești
     Români (96,27%)
     Alte etnii (0%)
     Necunoscută (3,73%)
Componența confesională a comunei Buești
     Ortodocși (96,27%)
     Alte religii (0%)
     Necunoscută (3,73%)
Conform recensământului efectuat în 2021, populația comunei Buești se ridică la 966 de locuitori, în scădere față de recensământul anterior din 2011, când fuseseră înregistrați 1.074 de locuitori. Majoritatea locuitorilor sunt români (96,27%), iar pentru 3,73% nu se cunoaște apartenența etnică. Din punct de vedere confesional, majoritatea locuitorilor sunt ortodocși (96,27%), iar pentru 3,73% nu se cunoaște apartenența confesională.

## Politică și administrație
Comuna Buești este administrată de un primar și un consiliu local compus din 9 consilieri. Primarul, Nicolae Mihăilă[*], de la Partidul Social Democrat, este în funcție din 2004. Începând cu alegerile locale din 2024, consiliul local are următoarea componență pe partide politice:
|  | Partid                   | Consilieri | Componența Consiliului | Componența Consiliului | Componența Consiliului | Componența Consiliului | Componența Consiliului | Componența Consiliului | Componența Consiliului | Componența Consiliului | Componența Consiliului |
|  | ------------------------ | ---------- | ---------------------- | ---------------------- | ---------------------- | ---------------------- | ---------------------- | ---------------------- | ---------------------- | ---------------------- | ---------------------- |
|  | Partidul Social Democrat | 9          |                        |                        |                        |                        |                        |                        |                        |                        |                        |

## Istorie
Buești  este numele pe care se pare ca l-a dobândit localitatea după  ocupația primelor familii care s-au așezat în teritoriu în jurul  anilor 1593 – 1594 – boiangeria.
Apelativul  de BUEȘTI, desemnând un sat sau o moșie, există asadar de pe  vremea lui Mihai Viteazul. În cartea de hotărnicie a moșiei  Buești, județul Ialomița, moșie a Mănăstirii Cernica se  amintește despre “locul pietrii cei vechi, ce au fost hotarul lui  Mihaiu Vodă, despărțitoare cu Buești”.
Atestare   documentara
Moșia  Buești  este mentionată pentru prima dată într-un act de danie al lui Radu Voievod din 23 iunie 1608 (7116).
La  anul 1778 numele satului era Boești, la anul 1835 (după Harta rusă)  este Buești.

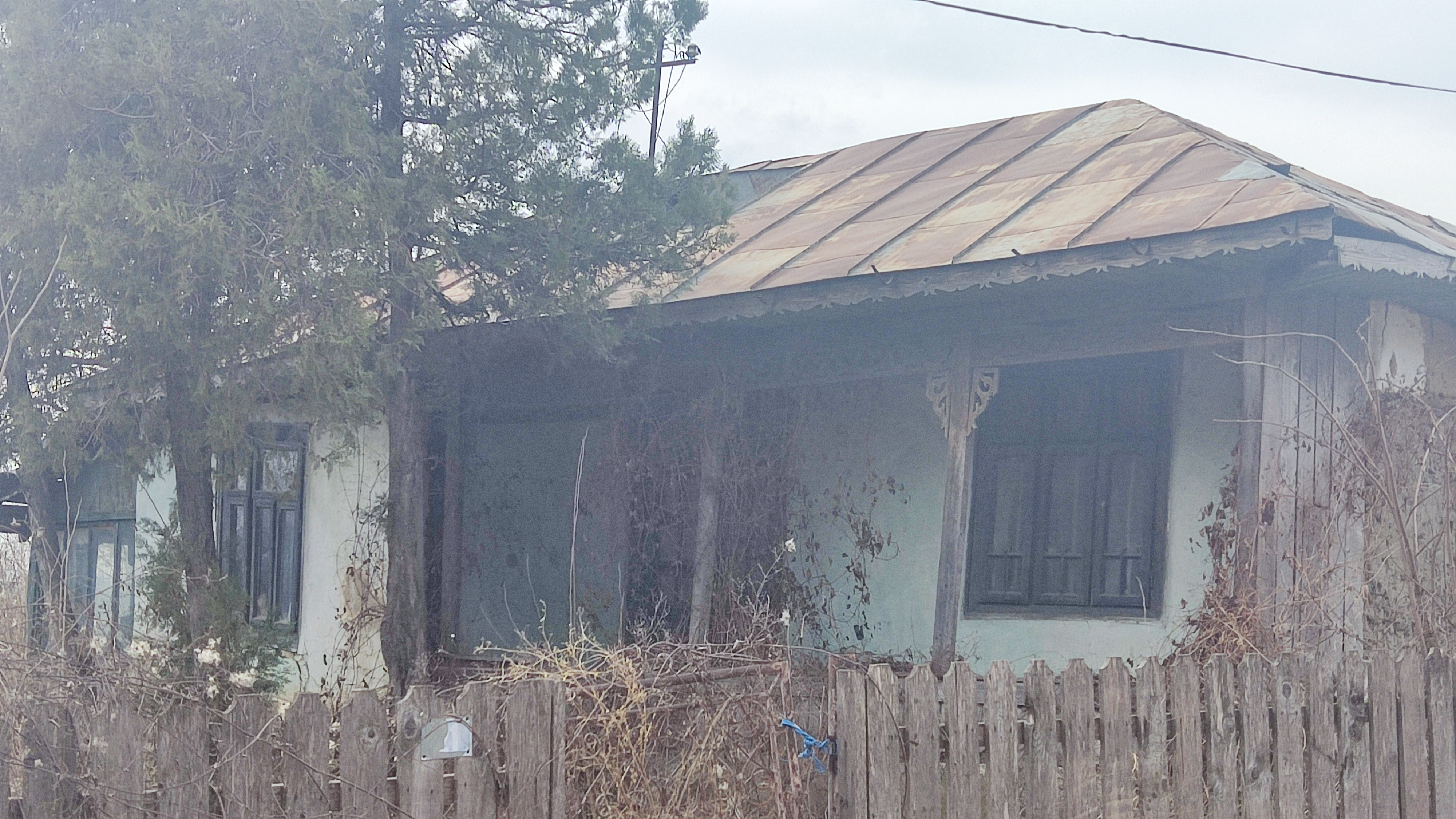
casa veche traditionala cu "floare" (streasina din lemn sculptat)

La  anul 1813 satul are 17 familii stabile. In vecinatatea satului –  care la inceput se află pe malul râului Ialomița, în luncă, iar  in jurul anului 1840 s-a mutat pe deal din cauza inundațiilor, au  fost si chili în care locuiau 13-14 călugari aparținând de Sfânta  Mănăstire Cernica. În anul 1843 s-a zidit Biserica din zid având  ctitor pe Părintele Calinic de la Cernica.
Ulterior  primei atestari documentare a satului Buești, numele localitații  (moșiei) sau ale unor persoane din Buești, apare din ce în ce mai  des în documente:
-  1618 (7126) Alexandru Voievod întarește lui Jupân Ianache ocina la Cetatele  în județul Ialomița – este menționat ca martor “Mihai  paharnicul din Buești”;
-  1626 (7135) Alexandru Voievod slobozește de rumânie pe Stan si  Grozea .. se spune: “căci au fost boieri cu moșie de moștenire  în satul Buești, județul Ialomița”;

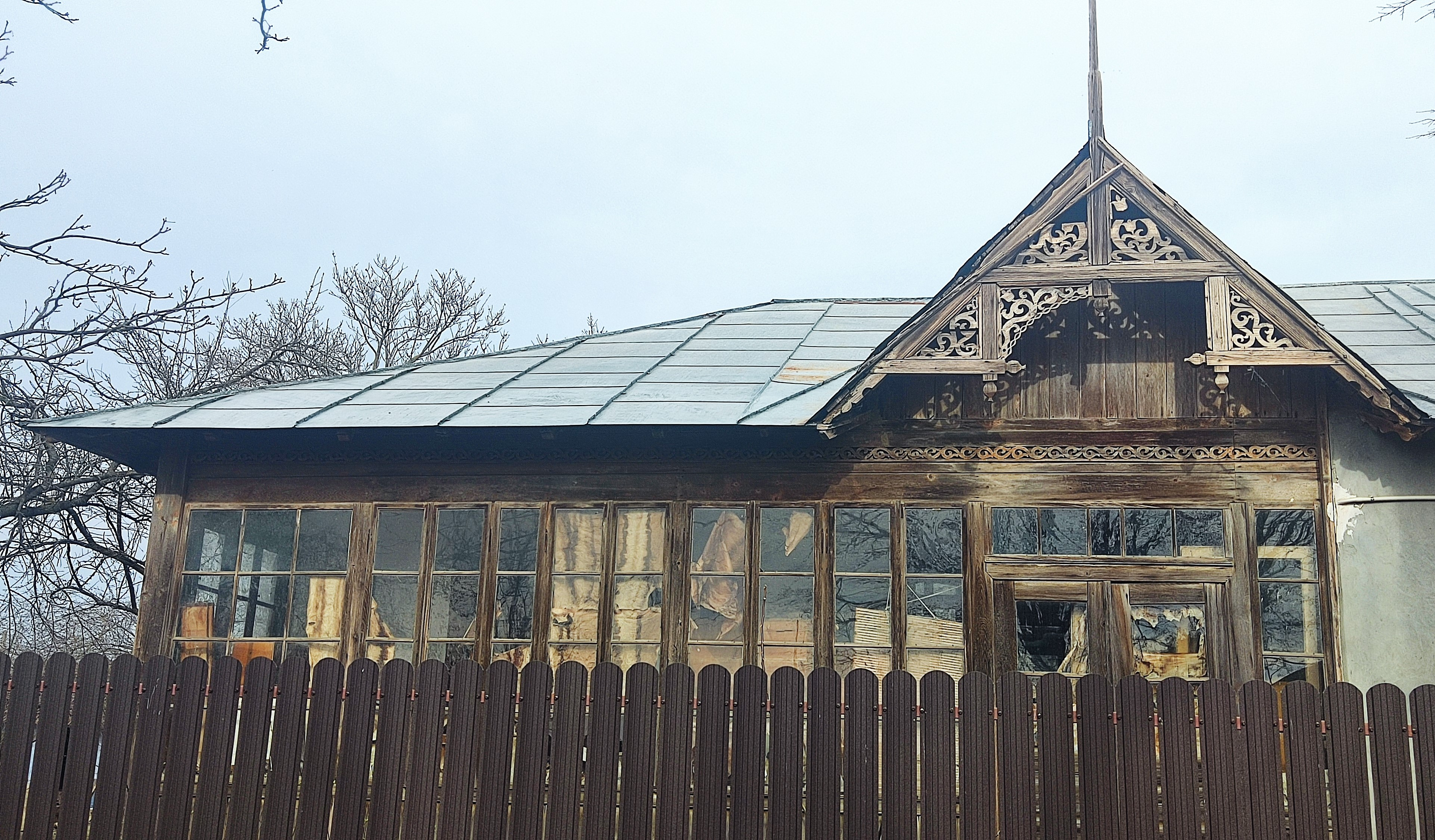
casa veche traditionala cu "floare" mai elaborata (streasina din lemn sculptat)

-  1642 (7150) Matei Voievod, nepot lui Basarab Voievodul întarește  lui Dumitru Dudescu, mare vornic “cumparaturi de moșie la Buești,  județul Ialomița”. Sunt mentionați” “fata Căciulatului din  Buești”, “Manea fata popii Mihăilă din Buești”. Și “alți  megieși din Buești”;
-  1675 Cartea de hotărnicie a moșiei Buești, județul Ialomița, a  lui Radu Postelnic Dudescu si a megieșilor;
-  1731 Cartea de hotărnicie a moșiei Buești de pe apa Ialomiței,  parte cumparată de răposata jupâneasă Dudeasca, moasă lui  Constantin Dudescu, Vel (= mare) Spătar;
-  1777 Însemnare  de actele mosiei Buești, luate de Tudorache Poenaru  de la boier până se vor indrepta hotarele;
-  1792 Porunca lui Mihail Constantin Suțul Voievod către  ispravnicul  județului Ialomița să cerceteze plângerea Biv Vel Medelnicerului  Ioan Știrbei pentru moșia sa Buești, unde sătenii taie fără  voie pădurea de acolo;
-  1808 Jalba lui Nicolae Periețeanu către Divan pentru vânzarea  moșiei Cătunu de lângă Buești Slugerului Răducan Poenaru;
-  1838 Lista cu zapisele moșiei Buești, județul Ialomița, Zapisul  Stareței de la Mănăstirea Pasărea prin care se înțelege cu  egumentul de la Cernica în privința moșiei Buești;
-  1842 Cartea de hotărnicie a moșiei Buești din județul Ialomița a  Mănăstirii Cernica;
-  1853 Insemnare de suma Stânjenilor moșiei Buești.(sursa buesti.ro - pagina primariei Buesti)

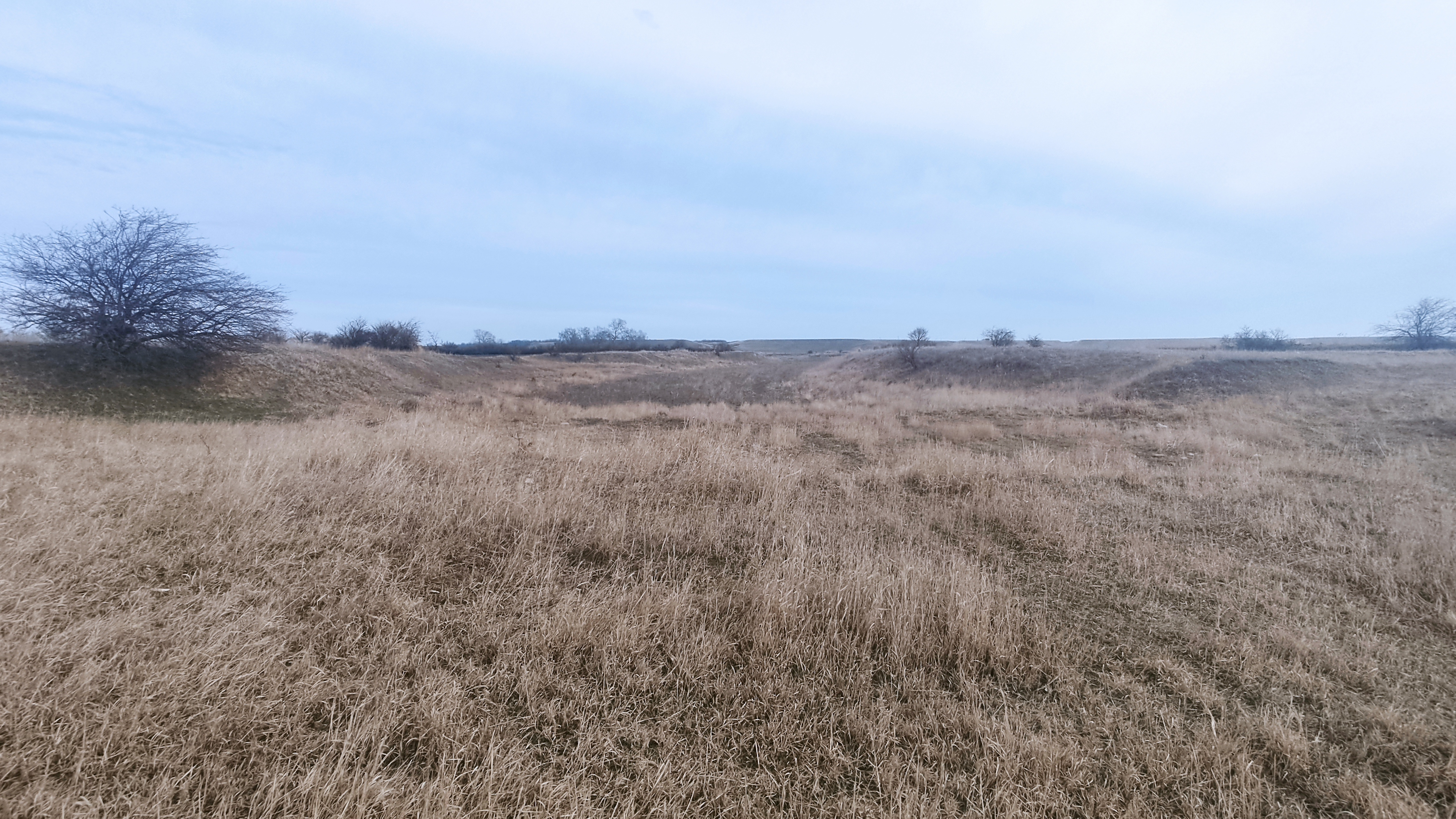
fostul lac Prival dintre Buesti si Albesti

O comună Buești a apărut la începutul perioadei comuniste, întrucât exista în 1968, când a fost desființată și inclusă din nou în comuna Albești. Comuna Buești s-a reînființat în 2004.

## Personalități născute aici
- Nicolae Iorgu (n. 1944), scrimer.